# قائمة برامج المسافر الدائم
برامج المسافر الدائم (بالإنجليزية: frequent flyer programs) هي برامج ولاء للمسافرين الدائمين، تستخدم من قبل العديد من شركات الطيران الركاب في العالم. وهذه قائمة بشركات الطيران الحاليين والسابقين توضح برامج المسافر الدائم، وأسماء تلك البرامج.

## أمريكا الشمالية

### كندا
- اير كندا - Aeroplan
- الخطوط الجوية بورتر - VIPorter
- WestJet - إير مايلز، وكثرة الزوار [1]

### المكسيك
- طيران المكسيك - نادي الممتاز

### الولايات المتحدة
- خطوط إيرتران الجوية -مكافآت إيه + (A+ Rewards)
- خطوط آلاسكا الجوية - خطة المسافة المقطوعة
- خطوط ألوها الجوية - AlohaPass (شركة الطيران البائد وبرنامج المسافر الدائم)
- خطوط غرب أمريكا الجوية - FlightFund (التي اندمجت الآن مع الخطوط الجوية الأمريكية مايلز أرباح )
- الخطوط الجوية الأمريكية - AAdvantage
- كونتيننتال ايرلاينز - OnePass (التي اندمجت الآن مع الولايات المتحدة MileagePlus )
- دلتا اير لاينز - سكايمايلز
- الخطوط الجوية الحدود - EarlyReturns
- خطوط هاواي الجوية - HawaiianMiles
- خطوط جيت بلو الجوية - TrueBlue
- خطوط الغرب الاوسط الجوية - مايلز الغرب الأوسط
- خطوط نورث ويست الجوية - WorldPerks (التي اندمجت الآن مع دلتا سكايمايلز )
- خطوط ساوث ويست الجوية - مكافآت السريع
- الخطوط الجوية روح - روح حرة
- الشمس البلد شركات طيران - مكافآت Ufly بلس
- خطوط عبر العالم الجوية - طيار (التي اندمجت الآن مع AA AAdvantage )
- يونايتد ايرلاينز - MileagePlus
- خطوط الولايات المتحدة الجوية - مايلز أرباح
- فيرجن أمريكا - رفع

## أمريكا الوسطى

### بنما
- خطوط كوبا الجوية - OnePass (التي اندمجت الآن مع الولايات المتحدة MileagePlus )

### السلفادور
- خطوط تاكا الجوية - Distancia (التي اندمجت الآن مع AviancaTaca LifeMiles )

## أمريكا الجنوبية

### الأرجنتين
- خطوط لان الجوية - LANPASS

### البرازيل
- خطوط أزول البرازيلية الجوية - TudoAzul
- OceanAir - اميجو
- خطوط تام الجوية ، و بانتانال الوصول الوصول - Multiplus
- فاريغ و غول النقل Transportes Aéreos - ابتسامات

### تشيلي
- خطوط لان الجوية - LANPASS

### كولومبيا
- خطوط لان الجوية - LANPASS
- خطوط كوبا الجوية - OnePass
- أفيانكا - LifeMiles

### فنزويلا
- Aeropostal - Aeropass
- Aserca الخطوط الجوية - امتياز

### الإكوادور
- AeroGal بالأضافة - Aeromillas
- خطوط لان الجوية- LANPASS

### البيرو
- خطوط لان الجوية - LANPASS

## أوروبا

### النمسا
- الخطوط الجوية النمساوية - أميال وأكثر (Miles & More)

### روسيا البيضاء
- Belavia بالأضافة - Belavia بالأضافة الزعيم

### بلجيكا
- خطوط بروكسل الجوية - أميال وأكثر (Miles & More) (منذ 25 أكتوبر 2009 - سابقا امتياز)

### بلغاريا
- طيران بلغاريا- حلق أكثر (FLY MORE)

### كرواتيا
- الخطوط الكرواتية الجوية - أميال وأكثر (Miles & More) (سابقا نادي FF)

### قبرص
- الخطوط الجوية القبرصية - مايلز الشمس

### جمهورية التشيك
- الخطوط الجوية التشيكية - OK بلس

### إستونيا
- الطيران الأستوني - EuroBonus

### فنلندا
- فين إير الفنلندية - الفنلندية بلس

### فرنسا
- الخطوط الجوية الفرنسية - الطائر الأزرق

### ألمانيا
- لوفتهانزا - أميال وأكثر (Miles & More)
- جيرمان - نادي بوميرانج
- TUIfly - Bluemiles

### اليونان
- الخطوط الجوية بحر ايجه - مايلز آند مكافأة
- طيران أولمبيك - Travelair
- خطوط أولمبيك الجوية - ايكاروس (المنتهية، مع وقف التنفيذ)

### المجر
- خطوط ماليف الهنغارية الجوية - نادي دونا (شركة الطيران البائد وبرنامج المسافر الدائم)

### آيسلندا
- طيران آيسلندا - نادي القصة

### أيرلندا
- أير لينغس - الذهب الدائرة النادي
- اير اران - فضة نادي [2] (الآن ينغوس الإقليمي)

### إيطاليا
- الخطوط الجوية الإيطالية - MilleMiglia
- طيران ميريديانا - مرحبا ذبابة

### كازاخستان
- خطوط استانا - نادي البدوي

### لاتفيا
- خطوط البلطيق - BalticMiles (منذ 1 أكتوبر 2009 - مكافأة اليورو سابقا)

### لوكسمبورغ
- خطوط لوكس بالأضافة - أميال وأكثر (Miles & More)

### مالطا
- طيران مالطا - Flypass

### الجبل الأسود
- خطوط الجبل الأسود الجوية - فريق الرؤية

### هولندا
- الخطوط الجوية الملكية الهولندية - الطائر الأزرق

### النرويج
- النرويجية المكوك الهواء - مكافأة النرويجية
- الخطوط الجوية الإسكندنافية - يورو بونوس (EuroBonus) ايدرو - EuroBonus

### بولندا
- خطوط لوت الجوية البولندية - مايلز آند مور

### البرتغال
- تاب برتغال - تاب فيكتوريا

### رومانيا
- تاروم - الطائر الأزرق
- كارباتإير - المسافر الدائم
- بلو اير - بلدي الزرقاء الهواء

### روسيا
- ايروفلوت و الخطوط الجوية - ايروفلوت مكافأة
- S7 الخطوط الجوية - S7 الأولوية
- SAT الخطوط الجوية - نادي SAT
- ترانسايرو - برنامج امتياز ترانسايرو
- الخطوط الجوية الاورال - السفر نادي «أجنحة»
- شركة اوتير - الحالة
- فلاديفوستوك الهواء - الزعيم

### صربيا
- جات إيرويز - رحلة أكثر

### سلوفينيا
- أدريا إيرويز - أميال وأكثر (Miles & More)

### إسبانيا
- طيران أوروبا - الطائر الأزرق
- طيران نوستروم - ايبيريا بلس
- ايبيريا - ايبيريا بلس
- إسبانيا للطيران - إسبانيا للطيران بلاس (شركة الطيران البائد وبرنامج المسافر الدائم)
- خطوط فيولينغ الجوية - بونتو / ايبيريا بلس .

### السويد
- الخطوط الجوية الإسكندنافية - يورو بونوس (EuroBonus)

### سويسرا
- الخطوط الجوية الدولية السويسرية - أميال وأكثر (Miles & More)

### تركيا
- الخطوط الجوية التركية - مايلز آند سمايلز
- خطوط بيغاسوس - بيغاسوس بلس

### أوكرانيا
- الخطوط الجوية الدولية الأوكرانية - نادي بانوراما
- آيروسفيت الخطوط الجوية الأوكرانية - برنامج الولاء ميريديان

### المملكة المتحدة
- الخطوط الجوية البريطانية - النادي التنفيذي (Executive Club)
- بي إم أي الدولي - النادي الماسي
- فلاي بي - مكافآت للجميع (Rewards4all)
- العاهل الخطوط الجوية - نادي الفضل
- خطوط فيرجن أتلانتيك الجوية - نادي الطائر

## الشرق الأوسط

### أفغانستان
- الخطوط الجوية الأفغانية أريانا - مايلز أريانا
- كام اير - الذهاب أورانج! (Go Orange)
- صافي للطيران - آسفي صفر

### مصر
- مصر للطيران - مصر للطيران بلس

### إيران
- ماهان إير - ماهان ومايلز
- إيران للطيران - هدية السماء

### إسرائيل
- العال - مات ميد (Matmid)

### الأردن
- الملكية الأردنية - الملكية بلاس

### المغرب
- الخطوط الملكية المغربية - سفر فلاير
- العربية للطيران المغرب - إير واردز

### الكويت
- الخطوط الجوية الكويتية - نادي الواحة
- الخطوط الوطنية - ديوان الوطنية

### لبنان
- طيران الشرق الأوسط - سيدار مايلز

### سلطنة عمان
- الطيران العماني - السندباد

### قطر
- الخطوط الجوية القطرية - نادي الامتياز

### السعودية
- الخطوط السعودية - برنامج الفرسان
- فلاي ناس
- طيران اديل

### الإمارات العربية المتحدة
- طيران الإمارات - سكاي واردز
- الاتحاد للطيران الخطوط الجوية - ضيف الاتحاد
- فلاي دبي

## آسيا

### بنغلاديش
- بيمان بنجلادش الجوية - بيمان الانتماء لل
- NovoAir - ابتسامات

### الصين
- طيران الصين - اير تشاينا رفيق، وفينيكس مايلز
- الهواء ماكاو - نادي CIP
- خطوط شرق الصين الجوية - مايلز الشرقية
- خطوط جنوب الصين الجوية - سكاي بيرل نادي
- خطوط هاينان الجوية - مجلة فورتشن وينجز كلوب
- خطوط شانغهاي الجوية - نادي كرين
- خطوط شينزين الجوية - نادي الملك
- خطوط سيتشوان الجوية - الذهبي الباندا
- خطوط فيفا ماكاو - فيفا ماكاو المسافر الدائم
- خطوط زيامن الجوية - البلشون الأبيض بطاقة

#### تايوان
- الخطوط الجوية الصينية - سلالة الطيارة
- إيفا للطيران - إنفينيتي MileageLands

#### هونغ كونغ
- كاثي باسيفيك - مايلز آسيا، وماركو بولو كلوب
- دراجون - مايلز آسيا، وماركو بولو كلوب
- هونغ كونغ الخطوط الجوية - مجلة فورتشن وينجز كلوب

### الهند
- طيران الهند - الطائر إرجاع
- الذهاب الهواء - برنامج الولاء GoClub
- جت إيرويز - امتياز جت
- الخطوط الجوية الرفراف - نادي الملك

### إندونيسيا
- غارودا إندونيسيا - جارودا المسافر الدائم
- Merpati نوسانتارا الخطوط الجوية - Merpati سهل الطيارة
- ليون إير - ليون باسبورت

### اليابان
- خطوط كل اليابان الجوية - ANA عدد الكيلومترات نادي
- الخطوط الجوية اليابانية - البنك الكيلومترات المقطوعة الجال

### كوريا الجنوبية
- خطوط أسيانا الجوية - نادي آسيانا
- الخطوط الجوية الكورية - SKYPASS

### ماليزيا
- الخطوط الجوية الماليزية - نمي، مايلز آسيا
- طيران أسيا - BIG
- برجايا اير - بطاقة B

### باكستان
- إيربلو - برنامج الأميال الزرقاء
- الخطوط الجوية الدولية الباكستانية - PIA جوائز بلس + (PIA Awards Plus +)

### الفلبين
- سيبو المحيط الهادئ - نادي القمة (برنامج ملغى)
- الخطوط الجوية الفلبينية - مايلز مابوهاى

### سنغافورة
- SilkAir - KrisFlyer
- الخطوط الجوية السنغافورية - KrisFlyer ، نادي PPS

### سريلانكا
- الخطوط الجوية السريلانكية - FlySmiLes

### تايلاند
- الخطوط الجوية بانكوك - FlyerBonus
- الخطوط الجوية التايلاندية الدولية - رويال أوركيد بلس

### فيتنام
- الخطوط الجوية الفيتنامية - جولدن لوتس بلس

## أفريقيا

### الجزائر
- الخطوط الجوية الجزائرية - الخطوط الجوية الجزائرية بلس

### إثيوبيا
- الخطوط الجوية الإثيوبية - مايلز سبأ

### كينيا
- الخطوط الجوية الكينية - الطائر الأزرق

### ليبيا
- الخطوط الجوية الأفريقية - رحال

### مدغشقر
- طيران مدغشقر - Namako

### موريشيوس
- طيران موريشيوس - KestrelFlyer

### المغرب
- الخطوط الجوية الملكية المغربية - صفر الطيارة

### موزمبيق
- LAM موزامبيق الخطوط الجوية - نادي فلامنغو

### ناميبيا
- طيران ناميبيا - مكافأة $

### نيجيريا
- طيران نيجيريا للتنمية المحدودة - eagleflier

### ريونيون
- طيران أوسترال - برنامج Capricorne

### سيشل
- طيران سيشل - سيشل بلس

### جنوب أفريقيا
- خطوط جنوب أفريقيا الجوية - فوياجر
- ولاء بلس - الأفق المسافر الدائم

### تونس
- الخطوط التونسية - Fidelys
- سيفاكس أيرلاينز - Fidelity

## أوقيانوسيا(أستراليا والمحيط الهادئ)

### أستراليا
- خطوط جيت ستار الجوية - كانتاس المسافر الدائم
- كانتاس - كانتاس المسافر الدائم
- خطوط فيرجن أستراليا الجوية - سرعة المسافر الدائم

### نيوزيلندا
- طيران نيوزيلندا - Airpoints

### فيجي
- خطوط فيجي الجوية - نادي تابوا